# Esten Gjelten
Esten Gjelten, né le 27 septembre 1942 à Tolga et mort le 15 mars 2025, est un biathlète norvégien.

## Carrière
Esten Gjelten est trois fois médaillé d'argent aux Championnats du monde sur le relais, en 1969, 1970 et en 1973, où il se classe également cinquième de l'individuel.

## Palmarès

### Championnats du monde
- Championnats du monde 1969 à Zakopane (Pologne) :
  -  Médaille d'argent au relais 4 × 7,5 km.
- Championnats du monde 1970 à Östersund (Suède) :
  -  Médaille d'argent au relais 4 × 7,5 km.
- Championnats du monde 1973 à Lake Placid (États-Unis) :
  -  Médaille d'argent au relais 4 × 7,5 km.